# Émile Lacharnay
Émile Lacharnay (* 26. März 1888 in Lyon; † 8. April 1962 ebenda) war ein französischer Autorennfahrer.

## Karriere als Rennfahrer
Émile Lacharnay kam 1888 als Émile Souzy zur Welt und nahm – für die damalige Zeit ungewöhnlich – nach der Hochzeit den Nachnamen seiner Ehefrau an. In den 1920er-Jahren war er als Bergrennfahrer aktiv und startete einmal beim 24-Stunden-Rennen von Le Mans. 1925 fuhr er gemeinsam mit Jacques Millies einen Werks-D.F.P. VA Type 7cv. Das Fahrzeug wurde während des Rennens disqualifiziert, weil die beiden Fahrer die vorgeschriebene Mindestfahrzeit nicht einhalten konnten.

## Statistik

### Le-Mans-Ergebnisse
| Jahr | Team                                  | Fahrzeug           | Teamkollege     | Platzierung     | Ausfallgrund |
| ---- | ------------------------------------- | ------------------ | --------------- | --------------- | ------------ |
| 1925 | Automobiles Doriot-Flandrin-Parant SA | D.F.P. VA Type 7cv | Jacques Millies | disqualifiziert |              |